# Misiones jesuitas de Chiquitos
Las Misiones jesuitas de Chiquitos son pueblos misionales fundados como reducciones (también, reducciones de indios) por la Compañía de Jesús en los siglos XVI y XVII en la región de la Chiquitania, en el actual departamento de Santa Cruz, en la zona oriental de Bolivia, para convertir a las tribus locales al Cristianismo. Seis de estas antiguas misiones (todas ahora municipios seculares) fueron designadas colectivamente como Patrimonio de la Humanidad por la Unesco en 1990. Se caracterizan por una fusión única de influencias culturales europeas y amerindias. Junto con las Misiones jesuíticas de Moxos, forman parte de las Misiones jesuíticas de Bolivia.
La región interior que bordea los territorios españoles y Portuguesa en Sudamérica estaba en gran parte inexplorada a finales del siglo XVII. Enviados por la  Corona española, los jesuitas exploraron y fundaron once asentamientos en 76 años en la remota Chiquitania -entonces conocida como Chiquitos - en la frontera de la América española. Construyeron iglesias (templos) con un estilo único y distintivo que combinaba elementos de la arquitectura nativa y europea. A los habitantes indígenas de las misiones se les enseñaba la música europea como medio de conversión. Las misiones eran autosuficientes, con economías prósperas, y prácticamente autónomas de la corona española.
Tras la expulsión de la orden jesuita de los territorios españoles en 1767, la mayoría de las reducciones jesuíticas en Sudamérica fueron abandonadas y quedaron en ruinas. Las antiguas misiones jesuitas de Chiquitos son únicas porque estos asentamientos y su cultura asociada han sobrevivido en gran medida intactos.
Con la llegada del ex jesuita y arquitecto suizo Hans Roth en 1972, se inició un gran proyecto de restauración de las iglesias misioneras. Desde 1990, estas antiguas misiones jesuitas han experimentado cierta popularidad y se han convertido en un destino turístico. El Festival Internacional de Música Renacentista y Barroca Americana, organizado por la organización sin ánimo de lucro Asociación Pro Arte y Cultura, junto con otras actividades culturales dentro de los pueblos de las misiones, contribuyen a la popularidad de estas localidades.

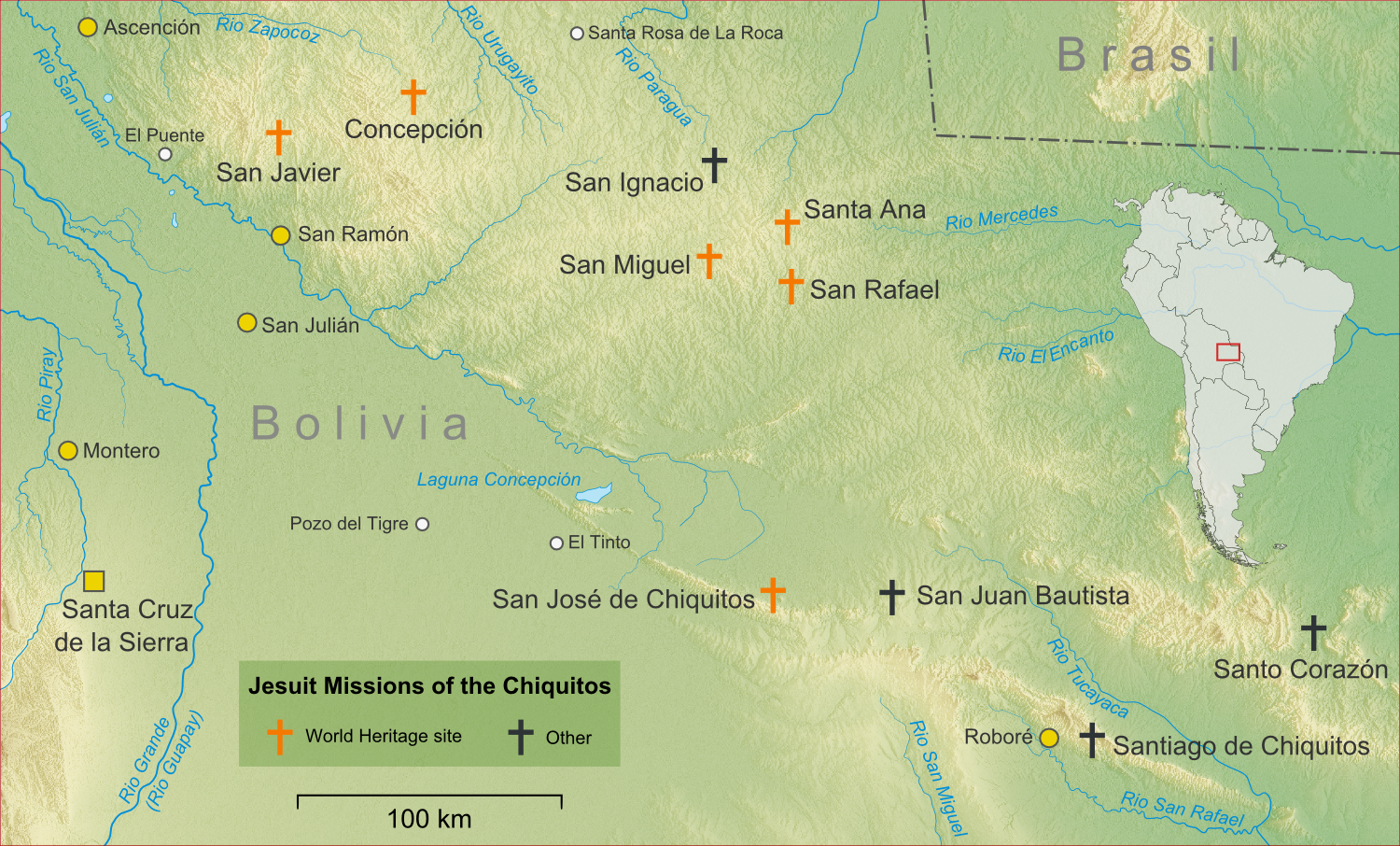
Ubicaciones de las Misiones Jesuíticas de Chiquitos con fronteras internacionales actuales

## Ubicación
Los seis asentamientos Patrimonio de la Humanidad se encuentran en las tierras bajas cálidas y semiáridas del departamento de Santa Cruz en el este de Bolivia. Se encuentran en una zona cercana al Gran Chaco, al este y noreste de Santa Cruz de la Sierra, entre los ríos Paraguay y Guapay.
Las misiones más occidentales son San Javier y Concepción, ubicadas en la provincia Ñuflo de Chaves entre los ríos San Julián y Urugayito. Santa Ana de Velasco, San Miguel de Velasco y San Rafael de Velasco se encuentran al este, en la provincia de José Miguel de Velasco, cerca de la frontera con Brasil. San José de Chiquitos se encuentra en la provincia de Chiquitos, a unos 200 kilómetros (124,3 mi) al sur de San Rafael.
Otras tres antiguas misiones jesuitas - San Juan Bautista, ahora en ruinas, Santo Corazón y Santiago de Chiquitos - que no han sido nombradas patrimonio de la UNESCO - se encuentran al este de San José de Chiquitos no muy lejos de la ciudad de Roboré. La capital de la Provincia Velasco, San Ignacio de Velasco, fue fundada como misión jesuita pero tampoco es Patrimonio de la Humanidad ya que la actual iglesia es una reconstrucción, no una restauración.

## Toponimia
Nuflo de Chaves, un conquistador español del siglo XVI y fundador de Santa Cruz de la Sierra, introdujo el nombre de Chiquitos, o pequeños. Se refería a las pequeñas puertas de las casas de paja en las que vivía la población indígena. Chiquitos se ha utilizado desde entonces de forma incorrecta tanto para designar a las personas del grupo étnico más numeroso de la zona (conocido correctamente como chiquitano), como para designar colectivamente a los más de 40 grupos étnicos con diferentes lenguas y culturas que viven en la región conocida como la Gran Chiquitania.
Propiamente, "Chiquitos" se refiere sólo a un departamento actual de Bolivia, o a la antigua región del Alto Perú (ahora Bolivia) que alguna vez abarcó toda la Chiquitania y partes de los Mojos (o Moxos) y el Gran Chaco.
La actual división provincial del departamento de Santa Cruz no sigue el concepto de zona misionera de los jesuitas. La Chiquitania se encuentra dentro de cinco provincias modernas: Ángel Sandóval, Germán Busch, José Miguel de Velasco, Ñuflo de Chaves y Chiquitos.

## Historia
En el siglo XVI, sacerdotes de diferentes órdenes religiosas se propusieron evangelizar las Américas, llevando el cristianismo a las comunidades indígenas. Dos de estas órdenes misioneras fueron los franciscanos y la Jesuitas, las cuales llegaron a la ciudad fronteriza de Santa Cruz de la Sierra y luego a la Chiquitania. Los misioneros emplearon la estrategia de reunir a las poblaciones indígenas, a menudo nómadas, en comunidades más grandes llamadas reducciones con el fin de cristianizarlas más eficazmente. Esta política surgió de la visión legal colonial del "indio" como menor de edad, que debía ser protegido y guiado por los misioneros europeos para no sucumbir al pecado. Las reducciones, ya fueran creadas por autoridades seculares o religiosas, se interpretaban generalmente como instrumentos para obligar a los nativos a adoptar la cultura y el estilo de vida europeos y la religión cristiana.  Los jesuitas fueron los únicos que intentaron crear un "estado dentro del estado" teocrático en el que los pueblos nativos de las reducciones, guiados por los jesuitas, se mantuvieran autónomos y aislados de los colonos españoles y del dominio español.

### Llegada al Virreinato del Perú
Con el permiso del rey Felipe II de España un grupo de jesuitas viajó al Virreinato del Perú en 1568, unos 30 años después de la llegada de los franciscanos,  Dominicos,  Agustinos y Mercedarios. Los jesuitas se establecieron en Lima en 1569 antes de dirigirse al este, hacia Paraguay; en 1572 llegaron a la Audiencia de Charcas en la actual Bolivia. Como no se les permitía establecer asentamientos en la frontera, construyeron sala capitular, iglesias y escuelas en asentamientos preexistentes, como La Paz, Potosí y La Plata. (actual Sucre).
En 1587 los primeros jesuitas, el P. Diego Samaniego y el P. Diego Martínez, llegaron a Santa Cruz de la Sierra, ubicada justo al sur de donde se establecería la futura misión de San José de Chiquitos. En 1592 el asentamiento tuvo que ser trasladado 250 kilómetros (155,3 mi) al oeste debido a los conflictos con los nativos, aunque los restos de la ciudad original existen en el yacimiento arqueológico de Santa Cruz la Vieja. Los jesuitas no iniciaron misiones en los valles del noreste de la cordillera hasta el siglo XVII. Las dos áreas centrales para sus actividades fueron los Llanos de Moxos, situado en el actual departamento del Beni, y la Chiquitania (entonces simplemente Chiquitos) en el departamento de Santa Cruz. En 1682, el P. Cipriano Barace fundó la primera de las reducciones jesuitas en Moxos, situada en Loreto.

### Los jesuitas en la Chiquitania

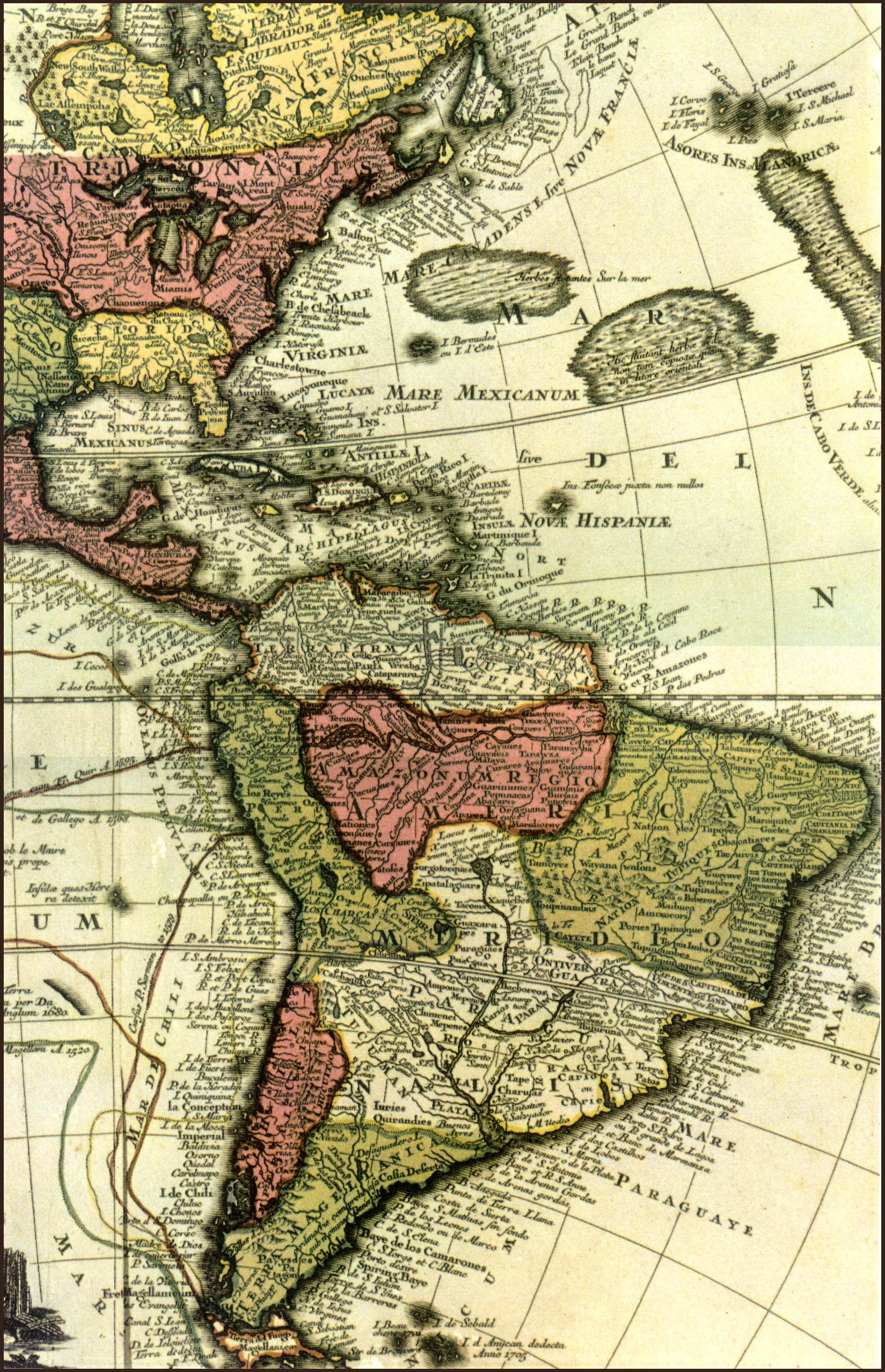
América en 1705.

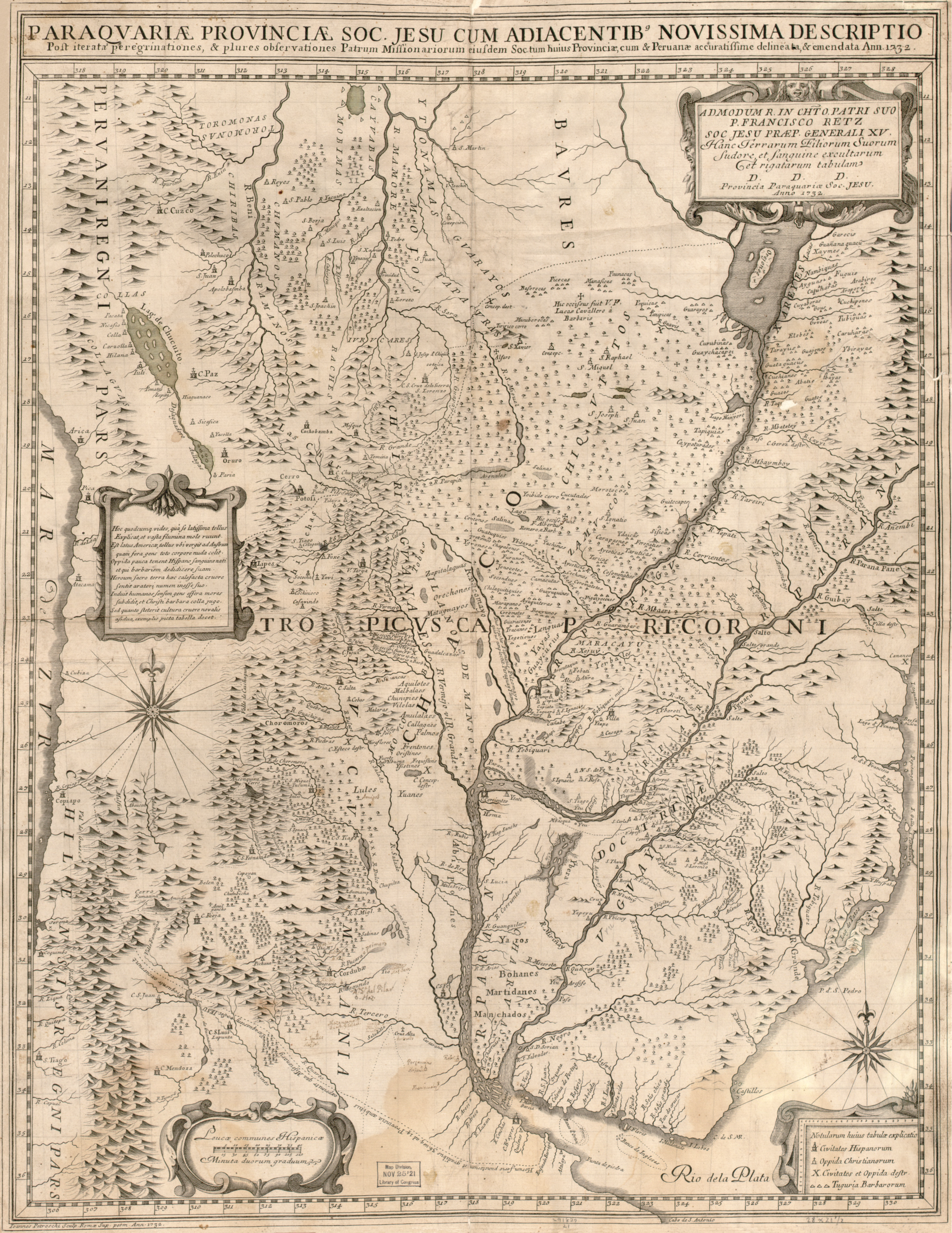
Mapa de 1732 que representa Paraguay y Chiquitos con las misiones San Xavier, Concepción, San Rafael de Velasco, San Miguel de Velasco, San José de Chiquitos y San Juan Bautista.

Mientras que las misiones de Paraguay prosperaron, la evangelización de los guaraníes del este de Bolivia (chiriguanos) resultó difícil. Con el estímulo de Agustín Gutiérrez de Arce, gobernador de Santa Cruz, los jesuitas centraron sus esfuerzos en la Chiquitania, donde la doctrina cristiana era más fácilmente aceptada. A partir de 1691, la Chiquitania vio la llegada de misioneros procedentes del Colegio de San Miguel Arcángel de Tarija a demanda de los indígenas chiquitos, que, aparentemente, querían ser reducidos. Entre 1691 y 1760 se fundaron once misiones en la zona; sin embargo, los incendios, las inundaciones, las plagas, las hambrunas y los conflictos con las tribus hostiles o con los traficantes de esclavos hicieron que muchas misiones fueran restablecidas o reconstruidas. Las misiones de Chiquitos sufrieron epidemias periódicas de enfermedades europeas que mataban hasta el 11% de la población en un solo episodio. Sin embargo, las epidemias no fueron tan severas como entre los Guaraní paraguayos al este, principalmente por su ubicación remota y la falta de infraestructura de transporte.
La primera reducción jesuita en la Chiquitania fue la misión de San Francisco Javier, fundada en 1691 por el sacerdote jesuita P. José de Arce. En septiembre de 1691, de Arce y el Hno. Antonio de Rivas pretendían reunirse con otros siete jesuitas en el río Paraguay para establecer una conexión entre Paraguay y Chiquitos. Sin embargo, el comienzo de la estación de las lluvias trajo consigo mal tiempo, y Arce y su acompañante sólo llegaron hasta la primera aldea indígena. La tribu piñoca local, que sufría una plaga, rogó a Arce y Rivas que se quedaran y prometió construir una casa y una iglesia para los jesuitas, que se terminaron a finales de año. La misión fue trasladada posteriormente varias veces hasta que en 1708 se estableció en su ubicación actual.
Los jesuitas fundaron otras diez misiones en la Chiquitania en tres períodos: la década de 1690, la de 1720 y después de 1748. En la década de 1690, se establecieron cinco misiones: San Rafael de Velasco (1696), San José de Chiquitos (1698), Concepción (1699) y San Juan Bautista (1699). San Juan Bautista no forma parte del Patrimonio de la Humanidad, y sólo sobreviven las ruinas de una torre de piedra cerca del actual pueblo de San Juan de Taperas.
La Guerra de Sucesión Española (1701-1714) provocó escasez de misioneros e inestabilidad en las reducciones, por lo que no se construyeron nuevas misiones durante este periodo. Para 1718, San Rafael era la mayor de las misiones de Chiquitos, y con 2615 habitantes no podía sostener una población creciente. En 1721 los jesuitas P. Felipe Suárez y P. Francisco Hervás establecieron una escisión de la misión de San Rafael, la misión de San Miguel de Velasco. Al sur, San Ignacio de Zamucos fue fundada en 1724 pero abandonada en 1745; hoy no queda nada de la misión.
Un tercer periodo de fundaciones de misiones se inició en 1748 con el establecimiento de San Ignacio de Velasco, que no fue declarado Patrimonio de la Humanidad. No obstante, la iglesia es una reconstrucción en gran parte fiel del siglo XX -en contraposición a la renovación (un criterio clave para la inclusión en el grupo del Patrimonio Mundial)- del segundo templo jesuita construido en 1761. En 1754 los jesuitas fundaron la misión de Santiago de Chiquitos. Esta iglesia también es una reconstrucción, que data de principios del siglo XX y tampoco forma parte del grupo del Patrimonio Mundial. En 1755 se fundó la misión de Santa Ana de Velasco por el jesuita Julián Knogler; es la más auténtica de las seis misiones del Patrimonio Mundial que datan del período colonial. La última misión de la Chiquitania en establecerse fue fundada por los jesuitas P. Antonio Gaspar y P. José Chueca como Santo Corazón en 1760. Los pueblos Mbaya locales eran hostiles a la misión y no queda nada del asentamiento original en el pueblo moderno.
Los jesuitas en la Chiquitania tenían un objetivo secundario, que era asegurar una ruta más directa a Asunción que el camino que entonces se utilizaba vía Tucumán y Tarija para unir la Chiquitania con las misiones jesuitas en Paraguay. Los misioneros de Chiquitos fundaron sus asentamientos cada vez más al este, hacia el río Paraguay, mientras que los del sur de Asunción se acercaron al río Paraguay estableciendo sus misiones cada vez más al norte, evitando así la intransitable región del Chaco. Aunque Ñuflo de Chaves había intentado una ruta a través del Chaco en una expedición ya en 1564, las posteriores exploraciones jesuitas desde Chiquitos (por ejemplo, en 1690, 1702, 1703 y 1705) no tuvieron éxito. Los jesuitas fueron detenidos por los hostiles Payaguá y Mbayá (Guaycuruan), y por los impenetrables pantanos de Jarayes. En 1715, de Arce, cofundador de la primera misión de San Xavier, partió de Asunción por el río Paraguay con el sacerdote flamenco fray Bartolomé Blende. Los guerreros payaguá mataron a Blende durante el viaje, pero de Arce siguió luchando hasta llegar a San Rafael de Velasco, en la Chiquitania. En el viaje de regreso a Asunción también fue asesinado en Paraguay. Recién en 1767, cuando las misiones habían invadido suficientemente la región hostil y justo antes de que los jesuitas fueran expulsados del Nuevo Mundo, el P. José Sánchez Labrador logró viajar desde Belén en Paraguay hasta Santo Corazón, la misión más oriental de los Chiquitos.

### Expulsión y evolución reciente

Población histórica de las misiones jesuitas de Chiquitos.

En 1750, como resultado del Tratado de Madrid, siete misiones en el actual Estado de Rio Grande do Sul en Brasil fueron transferidas del control español al portugués. Las tribus nativas guaraníes no estaban contentas con la entrega de sus tierras a Portugal (su enemigo durante más de un siglo) y se rebelaron contra la decisión, lo que llevó a la Guerra Guaraní. En Europa, donde los jesuitas fueron atacados, se les acusó de apoyar la rebelión y se les percibió como defensores de los pueblos nativos. En 1758, los jesuitas fueron acusados de una conspiración para matar al rey de Portugal, conocida como el Proceso de los Távora. Todos los miembros de la Compañía de Jesús fueron desalojados de los territorios portugueses en 1759, y de los territorios franceses en 1764. En 1766 los jesuitas fueron acusados de provocar el Motín de Esquilache en Madrid; en consecuencia, en febrero de 1767, Carlos III de España firmó un real decreto con órdenes de expulsión para todos los miembros de la Compañía de Jesús en territorios españoles.
A partir de entonces, la administración espiritual y la secular debían estar estrictamente separadas. En el momento de la expulsión, 25 jesuitas atendían a una población cristianizada de al menos 24 000, en las diez misiones de la Chiquitania. Las propiedades de la misión de Chiquitos incluían 25 estancias ( ranchos) con 31 700 cabezas de ganado y 850 caballos. Las bibliotecas de los asentamientos contaban con 2094 volúmenes.
En septiembre de 1767, todos los jesuitas menos cuatro habían abandonado la Chiquitania, y se fueron en abril siguiente. Los españoles consideraron esencial mantener los asentamientos como un amortiguador contra la expansión portuguesa. El arzobispo de Santa Cruz de la Sierra, Francisco Ramón Herboso, estableció un nuevo sistema de gobierno, muy similar al establecido por los jesuitas. Estipuló que cada misión fuera dirigida por dos sacerdotes seculares (parroquianos), uno de los cuales se ocuparía de las necesidades espirituales mientras el otro se encargaría de todos los demás asuntos -políticos y económicos- de la administración de la misión. Un cambio fue que se permitió a los indios comerciar. En la práctica, la escasez de clérigos y la baja calidad de los nombrados por el obispo -casi todos los cuales no hablaban la lengua de los pueblos locales y en algunos casos no habían sido ordenados - provocaron un rápido declive general de las misiones. Los sacerdotes también rompieron los códigos éticos y religiosos, se apropiaron de la mayor parte de los ingresos de las misiones y fomentaron el comercio de contrabando con los portugueses.
A los dos años de la expulsión, la población en las misiones de Chiquitos cayó por debajo de los 20 000 habitantes. Sin embargo, a pesar de la decadencia general de los asentamientos, los edificios eclesiásticos fueron mantenidos y, en algunos casos, ampliados por los habitantes de los pueblos. La construcción de la iglesia de Santa Ana de Velasco se inscribe en este período. Bernd Fischermann, antropólogo que estudió a los chiquitanos, sugiere tres razones por las que los chiquitanos conservaron la herencia de los jesuitas incluso después de su expulsión: el recuerdo de su prosperidad con los jesuitas, el deseo de aparecer como cristianos civilizados ante los mestizos y los blancos, y de preservar la etnia que se originó de una mezcla de varios grupos culturalmente distintos mezclados por una lengua común forzada y las costumbres aprendidas de los jesuitas.

### Época republicana

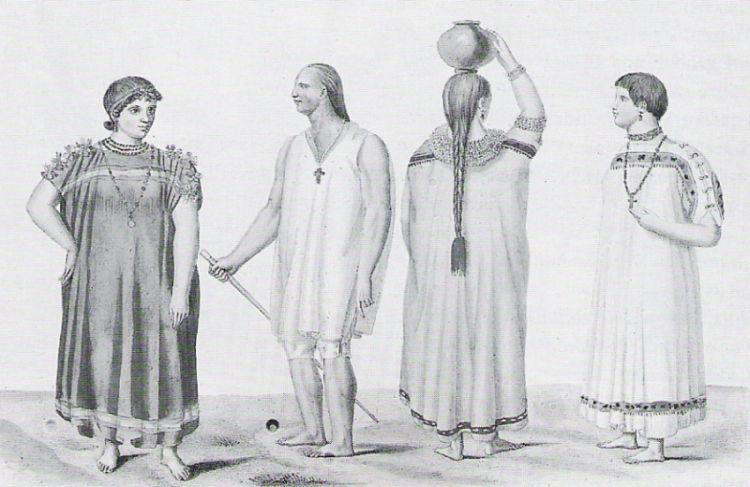
Indígenas chiquitos convertidos en un dibujo de Alcide d'Orbigny de 1831.

En enero de 1790, la Audiencia de Charcas puso fin a la mala gestión de la diócesis, y los asuntos temporales fueron delegados en administradores civiles, con la esperanza de que las misiones tuvieran más éxito económico. Sesenta años después de la expulsión de los jesuitas, y luego de la Declaración de Independencia de Bolivia (1825), las iglesias seguían siendo centros de culto activos, como informó el naturalista francés Alcide d'Orbigny durante su misión a Sudamérica en 1830 y 1831. Aunque muy disminuida económica y políticamente, la cultura que los jesuitas establecieron seguía siendo evidente. Según d'Orbigny, la música de una misa dominical en San Xavier era mejor que las que había escuchado en las ciudades más ricas de Bolivia. La población de las misiones de la Chiquitania alcanzó un mínimo de unos 15.000 habitantes en 1830. En 1842 el Comte de Castelnau visitó la zona y, refiriéndose a la iglesia de Santa Ana de Velasco, proclamó: "Este bello edificio, rodeado de jardines, presenta una de las vistas más impresionantes que se puedan imaginar".
Para 1851, sin embargo, el sistema de reducción de las misiones había desaparecido. Los mestizos que se habían trasladado a la zona en su búsqueda de tierras empezaron a superar en número a la población indígena original. A partir de la creación de la provincia de Velasco en 1880, la Chiquitania fue dividida en cinco divisiones administrativas. Con el boom del caucho a finales de siglo, llegaron más colonos a las zonas y establecieron grandes haciendas, trasladando las actividades económicas junto con los pueblos originarios fuera de los pueblos.

### sigloXXI
En 1931, la administración espiritual de las misiones fue entregada a misioneros franciscanos de habla alemana. El control eclesiástico volvió a la zona con la creación del Vicariato Apostólico de Chiquitos en San Ignacio en ese año. A partir de 2025, las iglesias no sólo sirven a los habitantes mestizos de los pueblos, sino que presentan centros espirituales para los pocos pueblos indígenas que quedan viviendo en la periferia.

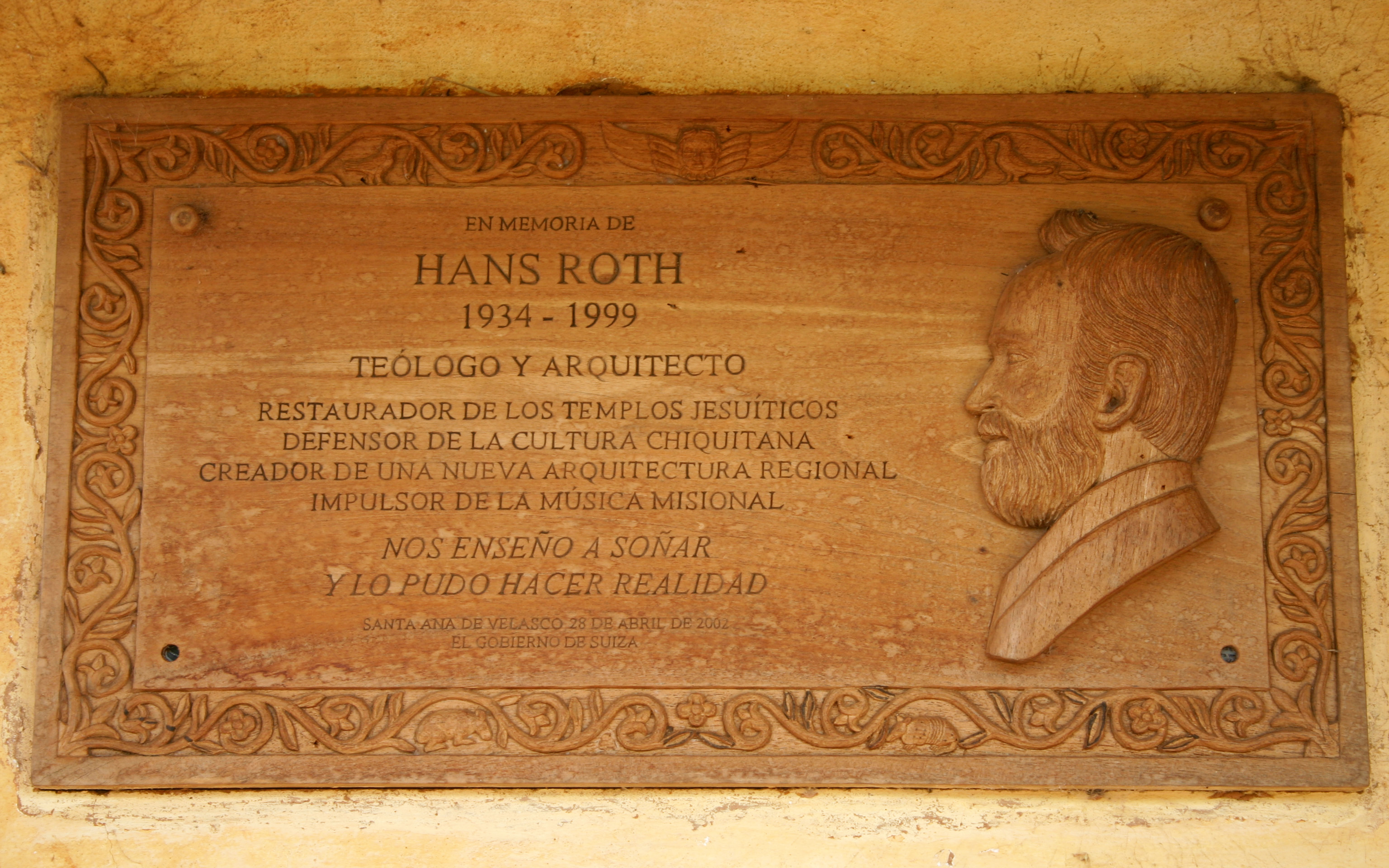
Placa en honor a Hans Roth en Santa Ana de Velasco.

En 1972, el arquitecto suizo y entonces sacerdote jesuita Hans Roth comenzó un amplio proyecto de restauración de las iglesias misioneras y de muchos edificios coloniales que estaban en ruinas. Estas iglesias existen en su forma actual como resultado del esfuerzo de Roth, que trabajó en la restauración con algunos colegas y muchos lugareños hasta su muerte en 1999. Los trabajos de restauración han continuado esporádicamente a principios del siglo XXI bajo la dirección local.
Seis de las reducciones fueron catalogadas como Patrimonio de la Humanidad por la UNESCO en 1990. Las iglesias de San Ignacio de Velasco, Santiago de Chiquitos y Santo Corazón han sido reconstruidas desde cero y no forman parte del Patrimonio de la Humanidad. En San Juan Bautista sólo quedan ruinas. La UNESCO incluyó el sitio bajo los criteria IV y V, reconociendo la adaptación de la arquitectura religiosa cristiana al entorno local y la singularidad arquitectónica expresada en las columnas y barandillas de madera. Recientemente, ICOMOS, el Consejo Internacional de Monumentos y Sitios, advirtió que el conjunto arquitectónico tradicional que conforma el sitio se ha vuelto vulnerable tras las reformas agrarias de 1953, que amenazaron la frágil infraestructura socioeconómica de la región. En el momento de la nominación, el Sitio del Patrimonio Mundial estaba protegido por el comité Pro Santa Cruz, Cordecruz, Plan Regulador de Santa Cruz, y las alcaldías locales de los pueblos de la misión.

### Actualidad

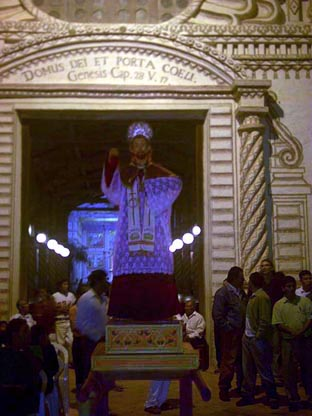
Una estatua de San Pedro en la entrada principal de la iglesia de San Xavier.

En la actualidad las misiones jesuitas de Chiquitos constituyen un importante destino para el turismo en Bolivia.
En la Chiquitania aún existen algunas instituciones jesuitas. Por ejemplo, los pueblos de San Rafael de Velasco, San Miguel de Velasco, Santa Ana de Velasco y San Ignacio de Velasco cuentan con cabildos en funcionamiento, y los caciques y el sacristán aún conservan sus capacidades. La mayoría de la población de la Chiquitania es incondicionalmente católica; la cosmovisión chiquitana es ahora sólo una mitología poco entendida por sus habitantes. Entre 1992 y 2009, la población de San Javier y, sobre todo, de  Concepción se triplicó, y más del doble en San Ignacio de Velasco, ahora el municipio de mayor crecimiento de la región. En otras ciudades misionales la población también aumentó, aunque en menor escala. En 2011, San José de Chiquitos, San Xavier y Concepción tienen alrededor de 10 000 habitantes cada uno; y San Ignacio de Velasco, el pueblo más grande de la Chiquitania, tiene alrededor de 35 000 y ahora cuenta con un campus de una universidad nacional. En cambio, en Santa Ana de Velasco hay actualmente sólo unos cientos de personas. Los asentamientos más remotos de Santiago de Chiquitos y Santo Corazón son también bastante pequeños. Según diversas fuentes, en Bolivia el número de chiquitanos étnicos oscila entre 30 000 y 47 000 de los cuales menos de 6000- principalmente personas mayores - aún hablan la lengua original. Sólo unos pocos centenares son monolingües en el idioma chiquitano.

## Misiones del Patrimonio Mundial

### San Xavier
16°16′29″S 62°30′26″O / -16.2748, -62.5072
Establecida inicialmente en 1691, la misión de San Xavier fue la primera de las misiones inscritas en el Patrimonio Mundial. En 1696, debido a la incursión de paulistas de Brasil en el este, la misión fue reubicada hacia el río San Miguel. En 1698, fue reubicada más cerca de Santa Cruz, pero en 1708 fue alejada para proteger a los indígenas de los españoles. Los habitantes originales de San Xavier eran la tribu Piñoca. La iglesia fue construida entre 1749 y 1752 por el jesuita y arquitecto suizo P. Martin Schmid. La escuela y la iglesia, así como otras características de la arquitectura residencial, todavía son visibles hoy en el pueblo. San Xavier fue restaurado por Hans Roth entre 1987 y 1993.

### San Rafael de Velasco
16°47′13″S 60°40′26″O / -16.7869, -60.6738
La misión de San Rafael de Velasco fue la segunda misión construida de las seis inscritas en el Patrimonio Mundial. Fundada en 1695 por los jesuitas P. Juan Bautista Zea y P. Francisco Hervás, fue trasladada varias veces. La misión tuvo que ser trasladada en 1701 y 1705 debido a las epidemias en la región. En 1719 la misión fue trasladada una vez más debido a un incendio. El padre Martín Schmid construyó la iglesia entre 1747 y 1749, que ha sobrevivido. San Rafael de Velasco fue restaurado entre 1972 y 1996 como parte del proyecto de restauración de Hans Roth.

### San José de Chiquitos
17°50′44″S 60°44′26″O / -17.8456, -60.7405
Fundada en 1698 por los jesuitas P. Felipe Suárez y P. Dionosio Ávila, la misión de San José de Chiquitos fue la tercera misión construida de las que forman parte del Patrimonio Mundial. Al principio, la misión estaba habitada por la tribu penoca. La iglesia fue construida entre 1745 y 1760 por un arquitecto desconocido. Está construida en piedra, a diferencia de otras iglesias misioneras de la zona que fueron construidas con adobe local y madera.  La misión es una de las cuatro que permanecen en su ubicación original. A partir de 2025, todavía existen una capilla mortuoria (1740), la iglesia (1747), un campanario (1748), una casa para los sacerdotes (colegio) y talleres (ambos de 1754), que fueron renovados por el proyecto de restauración de Hans Roth entre 1988 y 2003. Los esfuerzos de restauración continúan.

### Concepción
16°08′04″S 62°01′29″O / -16.1344, -62.024696
La cuarta misión del Patrimonio Mundial, la misión de Concepción, fue fundada inicialmente en 1699 por los sacerdotes jesuitas P. Francisco Lucas Caballero y P. Francisco Hervás. Una misión cercana, San Ignacio de Boococas, fue incorporada en 1708. La misión fue trasladada tres veces: en 1707, 1708 y 1722. La misión estaba habitada por los chiquitanos, la tribu más numerosa de la región. La iglesia de la misión fue construida entre 1752 y 1756, por los padres Martin Schmid y Johann Messner. De 1975 a 1996 la misión fue reconstruida como parte del proyecto de restauración de Hans Roth.

### San Miguel de Velasco
16°41′55″S 60°58′05″O / -16.6986, -60.9681
La quinta misión del Patrimonio Mundial, la de San Miguel de Velasco, fue establecida por los jesuitas P. Felipe Suárez y P. Francisco Hervás en 1721. San Miguel era una rama de la misión de San Rafael de Velasco, donde la población había crecido demasiado. La iglesia de la misión fue construida entre 1752 y 1759, probablemente por el P. Johann Messner, colaborador o alumno del P. Martin Schmid. La iglesia fue restaurada por Hans Roth entre 1979 y 1983.

### Santa Ana de Velasco
16°35′03″S 60°41′20″O / -16.5841, -60.6888
La misión de Santa Ana de Velasco fue la última misión inscrita en el Patrimonio Mundial que se estableció. Fue fundada por el sacerdote jesuita P. Julián Knogler en 1755. Los habitantes originarios de las misiones eran las tribus Covareca y Curuminaca, que hablaban dialectos de la lengua otuke. La iglesia de la misión fue diseñada tras la expulsión de los jesuitas, entre 1770 y 1780, por un arquitecto desconocido y construida en su totalidad por la población indígena. El conjunto, compuesto por la iglesia, el campanario, la sacristía y una plaza cubierta de hierba bordeada de casas, se considera el más fiel al plan original de las reducciones jesuitas. A partir de 1989 y hasta 2001, la misión fue parcialmente restaurada gracias a los esfuerzos de Hans Roth y su equipo.

## Economía
Tradicionalmente, la mayoría de las tribus de los Chiquitos practicaban la agricultura de secano, cultivando maíz y yuca a pequeña escala. Tras el contacto con los españoles, también se cultivaron cocoa y arroz. La caza y la pesca proporcionaban una nutrición adicional en la estación seca. Los jesuitas introdujeron la ganadería.
En cada asentamiento, uno de los jesuitas era responsable de los asuntos eclesiásticos, mientras que otro se ocupaba de los asuntos comerciales y del bienestar general de la comunidad. Como escribió el sacerdote, músico y arquitecto suizo P. Martín Schmid en una carta de 1744 desde San Rafael: 

"...los Curas Misioneros...no sólo son párrocos que han de predicar, confesar y gobernar a las almas, sino que también son responsables de la vida y la salud de sus feligreses y deben proveer de todo lo que necesitan sus pueblos, porque el alma no puede salvarse si el cuerpo muere. Por lo tanto, los misioneros son consejeros y jueces de la ciudad, médicos, sangradores, albañiles, carpinteros, herreros, cerrajeros, zapateros, sastres, molineros, mochileros, cocineros, pastores, jardineros, pintores, escultores, torneros, fabricantes de carruajes, ladrilleros, alfareros, tejedores, curtidores, fabricantes de cera y velas, hojalateros, y cualquier artesano que pueda ser necesario en una república."

 Los jesuitas administraban la mano de obra, la introducción de nuevas tecnologías y la disposición de los bienes. Designaron que cada familia recibiera todo lo necesario para vivir. Los jesuitas no dependían de las donaciones, porque por derecho los sacerdotes recibían una renta fija (normalmente insuficiente para sus necesidades) de la comunidad para mantener su trabajo. La próspera economía de las reducciones les permitía exportar los excedentes a todo el Alto Perú, aunque irónicamente no a Paraguay, la región a la que los jesuitas más querían llegar. Los ingresos se utilizaban para pagar tributos reales y para comprar bienes no disponibles localmente, como libros, papel y vino, de lugares tan lejanos como Europa. En las propias misiones no se utilizaba el dinero. Esto sentó las bases de la creencia de que los jesuitas guardaban inmensas riquezas adquiridas a través del trabajo local. En realidad, las comunidades tenían éxito económico, pero apenas constituían una fuente importante de ingresos para la orden jesuita.
Todos los habitantes, incluidos los jóvenes y los ancianos, estaban sometidos a un horario que alternaba el trabajo, la práctica religiosa y el descanso. Según d'Orbigny, los habitantes de las misiones de Chiquitos gozaban de bastante más libertad que los de las misiones de Mojos. También había menos tiempo dedicado a la práctica de la religión. Los catecúmenos eran instruidos por los jesuitas en diversas artes. Aprendieron muy rápidamente y pronto se convirtieron en hábiles carpinteros, pintores, tejedores, escultores y artesanos. Cada asentamiento tenía su propio conjunto de artesanos; como resultado, además de los caciques, surgió una nueva clase social de artesanos. Este grupo y el resto de la población, que trabajaba principalmente en la agricultura o la ganadería, estaban representados cada uno por dos alcaldes'. Al principio, los principales productos comerciales eran la miel, la yerba mate, la sal, el tamarindo, el algodón, el calzado y el cuero. Más tarde, los artesanos exportaron instrumentos musicales, artículos litúrgicos, rosarios y platería.
Actualmente, la economía de la Chiquitania depende de la agricultura. Se produce y exporta maíz, arroz, yuca, algodón y  palmito. La ganadería y la transformación industrial de la leche y el queso se han desarrollado mucho en los últimos años. La artesanía, a menudo tallada en madera con las mismas técnicas que en la época colonial, proporciona ingresos adicionales. Desde la puesta en marcha del Circuito de Misiones Jesuíticas - una etiqueta de marketing para promover el turismo regional - en 2005, la artesanía y el turismo han estado estrechamente relacionados.

## Arquitectura

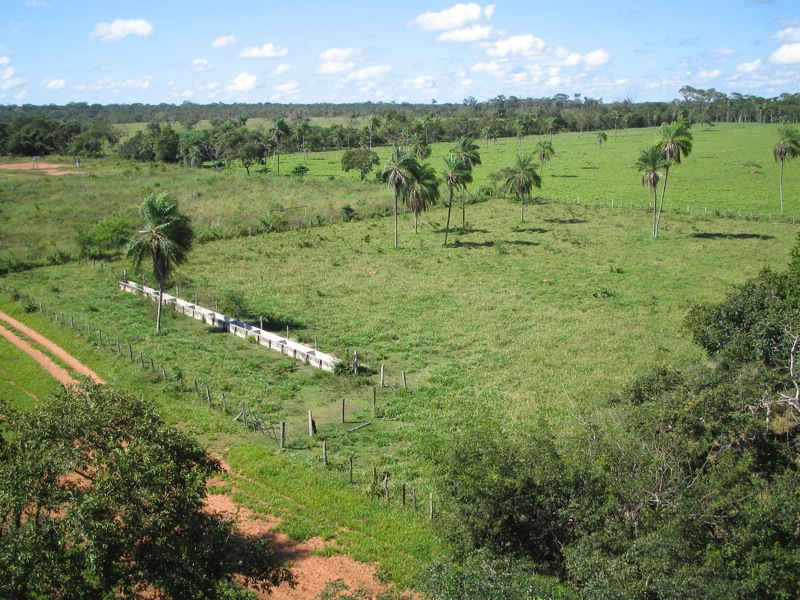
Típico paisaje de la Chiquitania.

En su diseño de las reducciones, los jesuitas se inspiraron en las "ciudades ideales" descritas en obras como Utopía y Arcadia, escritas respectivamente por los filósofos ingleses del siglo XVI Tomás Moro y Philip Sidney. Los jesuitas tenían criterios específicos para los lugares de construcción: lugares con abundante madera para la construcción; agua suficiente para la población; buena tierra para la agricultura; y seguridad frente a las inundaciones durante la estación de las lluvias. Aunque la mayoría de las misiones en la Chiquitania fueron reubicadas al menos una vez durante el tiempo de los jesuitas, cuatro de diez pueblos permanecieron en sus sitios originales. La madera y el adobe fueron los principales materiales utilizados en la construcción de los asentamientos.

### Diseño de la misión

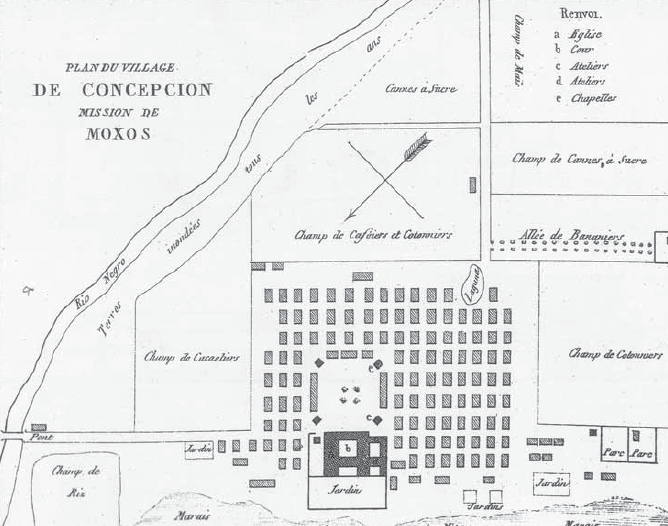
Plano de la misión jesuita Concepción de Moxos, que también muestra todas las características principales de las misiones de Chiquitos.

La arquitectura y distribución interna de estas misiones siguió un esquema que se repitió posteriormente con algunas variaciones en el resto de las reducciones misioneras. En Chiquitos, la misión más antigua, San Xavier, constituyó la base del estilo organizativo, que consistía en una estructura modular, el centro formado por una amplia plaza rectangular, con el complejo de la iglesia en un lado y las casas de los habitantes en los tres lados restantes. La organización centralizada de los jesuitas dictaba una cierta uniformidad de medidas y tamaños. A pesar de estar basados en el mismo modelo básico, los pueblos de Chiquitos muestran, sin embargo, notables variaciones. Por ejemplo, la orientación de los asentamientos hacia los puntos cardinales difería y estaba determinada por las circunstancias individuales.

### Plaza
La plaza era un área casi cuadrada que variaba en tamaño desde 124 x 148 metros (406,8 x 485,6 pies) en los pueblos más antiguos de San Xavier y San Rafael de Velasco hasta 166 x 198 metros (544,6 x 649,6 pies) en San Ignacio de Velasco. Como se utilizaban para fines religiosos y civiles, eran espacios abiertos libres de vegetación, excepto unas pocas palmeras que rodeaban una cruz en el centro de la plaza. Las palmeras de hoja perenne que simbolizaban el amor eterno, hacían caso deliberadamente al Salmo 92:12. En las esquinas de la plaza se colocaron cuatro capillas orientadas hacia la cruz central que se utilizaban en las procesiones. Casi no existen restos de las capillas en los sitios de las misiones, ya que las plazas fueron posteriormente rediseñadas para reflejar el estilo de vida republicano y mestizo que prevaleció después del período de los jesuitas. La mayoría de ellas también han sido ampliadas recientemente. Se plantaron árboles y arbustos, y en algunos casos se erigieron monumentos. De las diez misiones originales, sólo la plaza de Santa Ana de Velasco no presenta grandes cambios, consistiendo, como en la época colonial, en un espacio abierto de hierba.

### Casas

Sección transversal de una casa chiquitana con galerías abiertas.

Las casas de los indígenas tenían una disposición alargada, y estaban dispuestas en líneas paralelas que se extendían desde la plaza principal en tres direcciones. Las que daban a la plaza estaban ocupadas originalmente por los jefes de las tribus indígenas, y solían ser más grandes. La arquitectura de estas casas era sencilla, y consistía en grandes habitaciones (6x4 metros), paredes de hasta 60 centímetros (2 pies) de grosor, y un techo de caña (caña) y madera (cuchi) que alcanzaba una altura de 5 m (16,4 pies) en el centro. Las puertas dobles y las galerías abiertas protegían de los elementos. Estas últimas han tenido una función social como lugares de reunión hasta la actualidad.
En los últimos 150 años, esta disposición ha sido sustituida por la habitual Arquitectura colonial española de grandes manzanas cuadradas con patio interior. Restos del diseño inicial aún pueden verse en San Miguel de Velasco, San Rafael de Velasco y Santa Ana de Velasco, lugares que no estuvieron tan expuestos a la modernización como los otros asentamientos.

### Complejo de iglesias

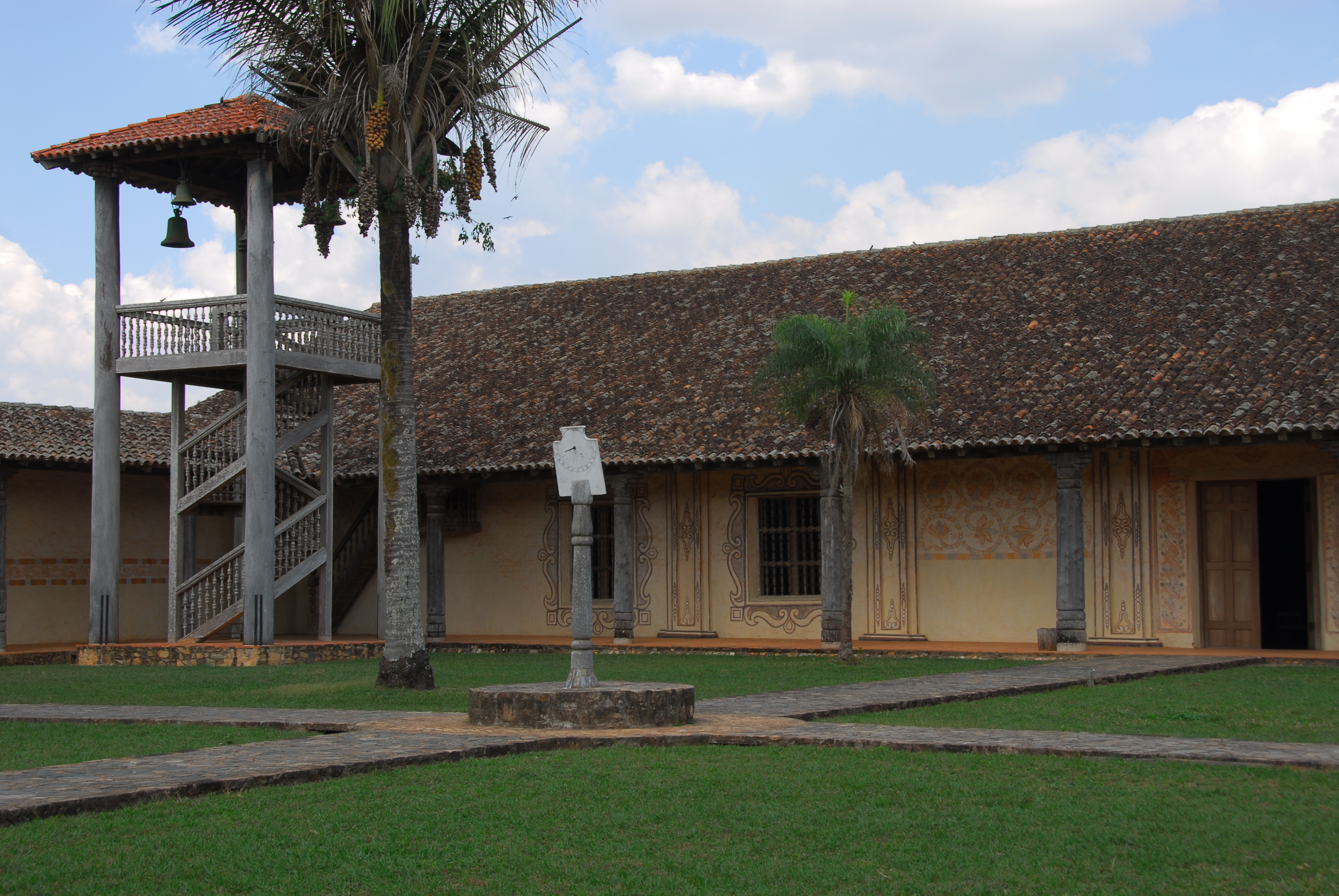
Patio de la iglesia de San Xavier con un reloj de sol y campanario.

A lo largo del cuarto lado de la plaza se encontraban los centros religiosos, culturales y comerciales de los pueblos. Además de la iglesia, que dominaba el conjunto, habría una capilla mortuoria, una torre y un colegio o "escuela", conectados por un muro a lo largo del lado de la plaza. Detrás del muro y alejado de la plaza estaría el patio con las viviendas de los sacerdotes o de los visitantes, las salas para los asuntos del ayuntamiento, para la música y el almacenamiento, así como los talleres, que a menudo se disponían alrededor de un segundo patio. Detrás de los edificios, probablemente se encontraría un huerto rodeado de un muro y un cementerio. Los cementerios y los talleres han desaparecido por completo de los asentamientos de la misión, mientras que los demás elementos del complejo eclesiástico aún se conservan en distintos grados. Dos torres de piedra (en San Juan Bautista y San José de Chiquitos) y una de adobe (en San Miguel de Velasco) se remontan a la época de los jesuitas. Otras son de construcción más reciente, o el resultado del trabajo de conservación y restauración encabezado por Roth a finales del siglo XX. Muchas de ellas son altas construcciones de madera abiertas por todos lados. De los colegios jesuitas sólo se conservan íntegramente los de San Xavier y Concepción. Al igual que las casas de los pobladores indígenas, los edificios del complejo eclesiástico eran de un solo nivel.

#### Iglesia

Plano esquemático de las iglesias de San Xavier, Concepción, San Rafael de Velasco y San Miguel de Velasco

Una vez establecido el asentamiento, los misioneros, en colaboración con la población nativa, comenzaron a levantar la iglesia, que servía de centro educativo, cultural y económico del pueblo. La iglesia inicial en cada misión (excepto en Santa Ana de Velasco) era temporal, esencialmente no más que una capilla y construida lo más rápidamente posible con madera local, sin adornos, salvo un simple altar. Las obras maestras de los jesuitas que se ven hoy en general fueron erigidas varias décadas después de la existencia de los asentamientos. El padre Martin Schmid, sacerdote suizo y compositor, fue el arquitecto de al menos tres de estas iglesias misioneras: San Xavier, San Rafael de Velasco y Concepción. Schmid combinó elementos de la arquitectura cristiana con el diseño tradicional local para crear un estilo único barroco-mestizo. Schmid colocó una cita del Génesis 28:17 sobre la entrada principal de cada una de las tres iglesias. En San Javier la cita está en español: CASA DE DIOS Y PUERTA DEL CIELO ; y en latín en las otras dos iglesias: DOMUS DEI ET PORTA COELI, que significa La casa de dios y la puerta del cielo.
La construcción de las iglesias restauradas que se ven hoy en día se sitúa en el período comprendido entre 1745 y 1770 y se caracteriza por el uso de materiales naturales disponibles localmente como la madera, utilizada en las columnas talladas, púlpito y juegos de cajones. Se añadieron adornos artísticos incluso después de la expulsión de los jesuitas en 1767, hasta alrededor de 1830. Algunos de los altares están cubiertos de oro. A menudo las paredes de las iglesias de las misiones estaban hechas de adobe, el mismo material que se había utilizado para las casas de los nativos. En San Rafael de Velasco y San Miguel de Velasco también se utilizaba mica en las paredes, lo que les daba un efecto iridiscente. La construcción de la iglesia de San José de Chiquitos es una excepción: inspirada en un modelo barroco desconocido, tiene una fachada de piedra. El único otro ejemplo en el que se utilizó la piedra a gran escala es en la construcción de San Juan Bautista, aunque sólo quedan las ruinas de una torre.

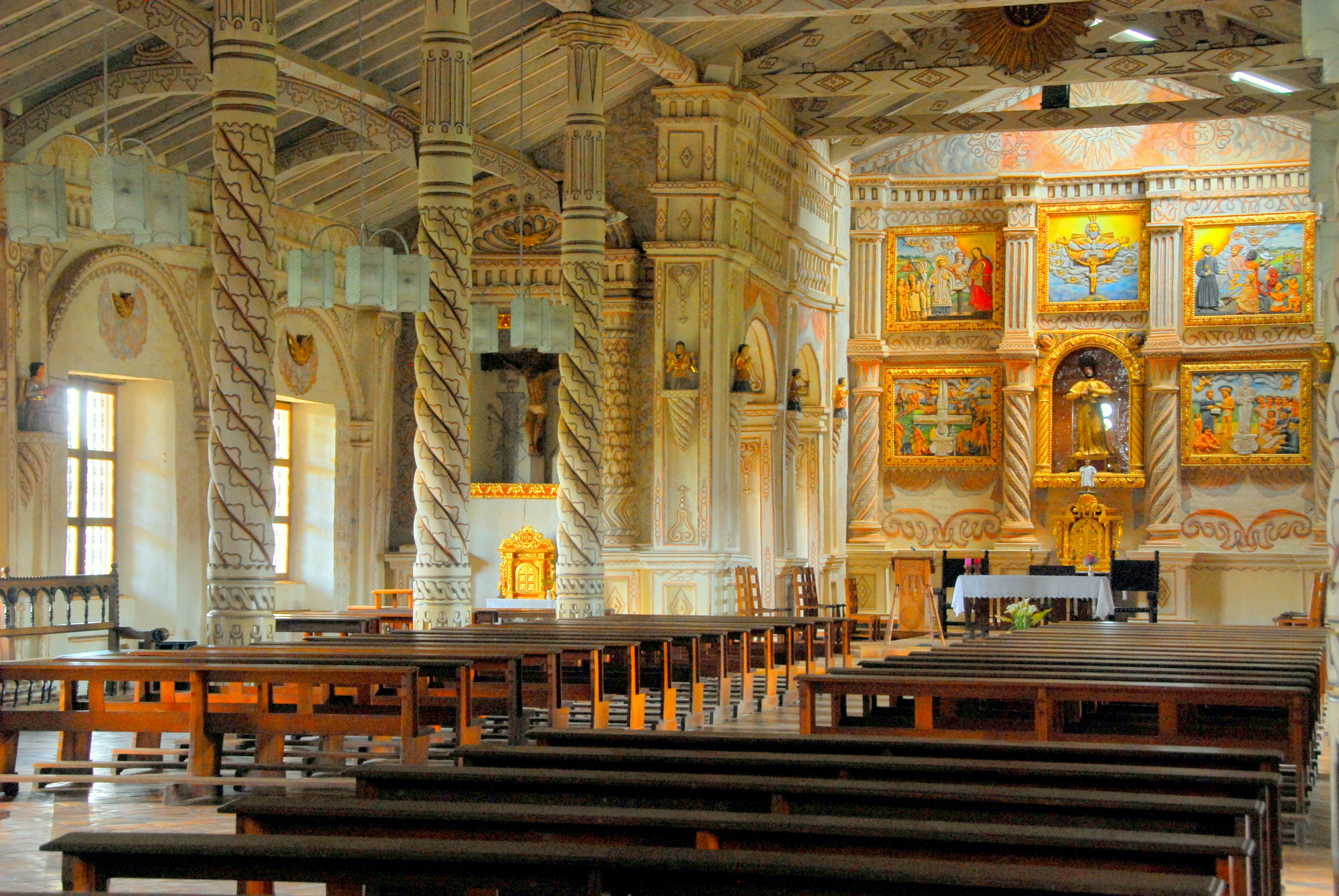
Interiores de la iglesia de San Xavier.

Todas las iglesias están formadas por un esqueleto de madera con columnas, fijado en el suelo, que proporcionaba estabilidad al edificio y sostenía el tejado cubierto de tejas. Los muros de adobe se colocaban directamente sobre el suelo, prácticamente independientes de la construcción de madera, y no tenían ninguna función de soporte. Los pórticos y el gran techo del porche protegían de las fuertes lluvias tropicales. El suelo se cubría con azulejos que, al igual que los del tejado, se fabricaban en fábricas locales de azulejos. Las iglesias tienen un aspecto de granero, aunque de tamaño monumental (anchura: 16-20 metros (52,5-65,6 pies), longitud: 50-60 metros (164-196,9 pies) altura: 10-14 metros (32,8-45,9 pies)) con capacidad para más de 3.000 personas, con una estructura amplia y un característico  alero bajo. Este estilo también es evidente en el método de construcción de las casas comunitarias nativas.
La construcción de la iglesia requirió un gran esfuerzo por parte de la comunidad y empleó a cientos de carpinteros indígenas. El P. José Cardiet describió el proceso:

Todas estas construcciones se hacen de forma diferente a las que se hacen en Europa: porque primero se construye el techo y después las paredes. Primero se entierran en el suelo grandes troncos de árboles, que se trabajan con adz. Sobre ellos se colocan las vigas y soleras; y sobre éstas las cerchas y cerraduras, latas y tejado; después se colocan los cimientos de piedra, y unos 2 o 3 vanos por encima de la superficie del suelo, y de aquí para arriba se colocan las paredes de adobe. Los troncos o pilares de madera, que se llaman horcones, quedan en la parte central de los muros, soportando todo el peso del techo y ningún peso en las paredes. En las naves centrales y en el lugar donde se colocará el muro, se hacen agujeros de 9 pies de profundidad, y con máquinas arquitectónicas se introducen los horcones tallados en forma de columnas. Los 3 metros (9 pies) quedan dentro de la tierra y no se tallan, y mantienen parte de las raíces de los árboles para mayor resistencia, y estas partes se queman para que resistan la humedad.

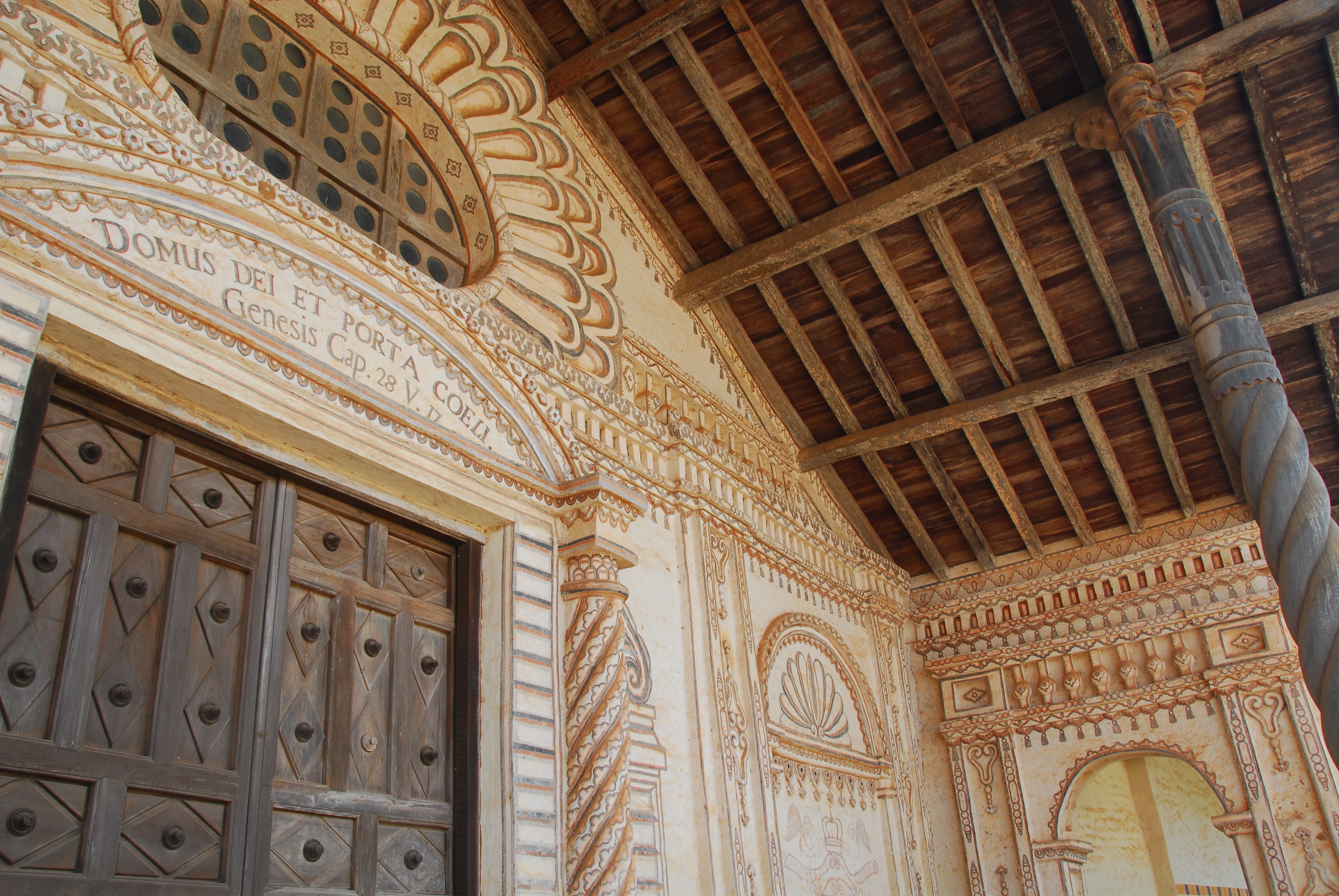
Pórtico delantero de la iglesia de San Xavier con un gran ventanal Ojo de buey.

Los muros estaban decorados con cornisas, molduras, pilastras y, a veces, arcadas ciegas. En primer lugar, los muros se enlucían completamente con una mezcla de barro, arena, cal y paja, tanto en el interior como en el exterior. Sobre la cal se aplicaba pintura en tonos tierra y se dibujaban adornos con elementos de la flora y la fauna, así como ángeles, santos y motivos geométricos. Como ya se ha dicho, en algunos casos se utilizaba mica para decorar los muros, las columnas y las carpinterías.  Los grandes ventanales ovalados de Ojo de buey, rodeados de pétalos en relieve, sobre las puertas principales son un rasgo característico.

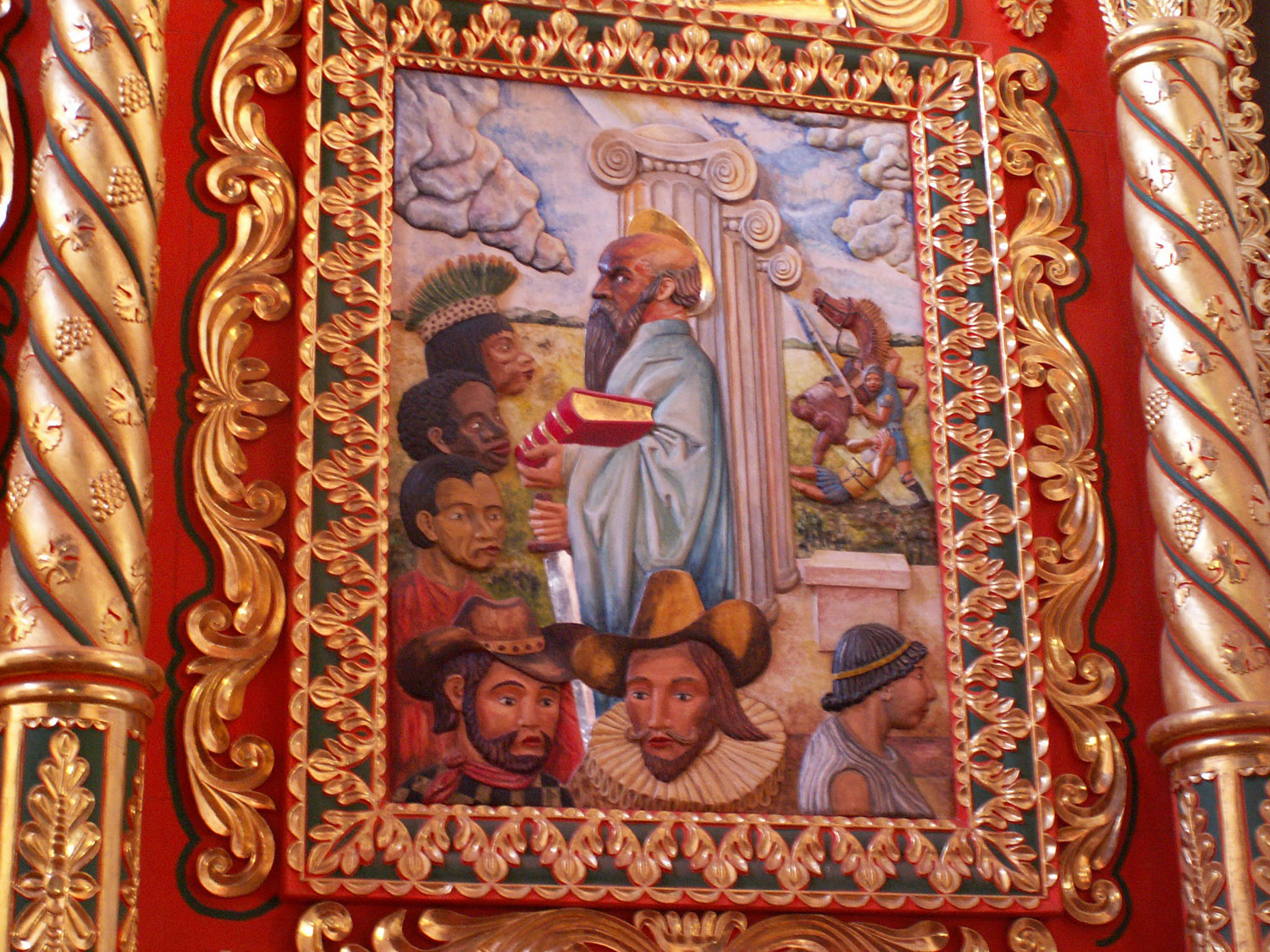
Retablo moderno detrás del altar de la catedral de Concepción.

Las iglesias tenían tres naves, divididas por columnas de madera, a menudo columnas salomónicas, talladas con estrías retorcidas que se asemejan a las del baldaquino de San Pedro en la Basílica de San Pedro. Hasta los tiempos modernos, no había bancos, por lo que los fieles debían arrodillarse o sentarse en el suelo. El interior de las iglesias está adornado con diversas obras de arte, sobre todo los altares, a veces recubiertos de oro, plata o mica. Destacan especialmente los púlpitos de madera pintada con colores vivos y sostenidos por sirenas talladas. El púlpito de la iglesia de San Miguel de Velasco presenta motivos derivados de la vegetación local. También existen elementos propios de las misiones de Chiquitos en otras decoraciones. Los altares de las iglesias de San Xavier y Concepción incluyen representaciones de jesuitas notables junto con pueblos indígenas. Queda un puñado de esculturas originales en retablo que a menudo representan  Madonas, la crucifixión y santos, talladas en madera y luego pintadas. Estas esculturas exhiben un estilo único en la región de Chiquitos, que difiere del de las reducciones de Paraguay o del altiplano boliviano. La tradición del tallado de figuras se ha conservado hasta nuestros días en talleres donde los talladores realizan columnas, remates y ventanas para las iglesias o capillas nuevas o restauradas de la zona. Además, los talladores producen ángeles decorativos y otras figuras para el mercado turístico.

## Vida en los pueblos de misión
Las reducciones eran comunidades indígenas autosuficientes de 2000 a 4000 habitantes, generalmente encabezadas por dos sacerdotes jesuitas y el cabildo (consejo municipal y cacique (líder tribal), que conservaban sus funciones y desempeñaban el papel de intermediarios entre los pueblos nativos y los jesuitas. Sin embargo, el grado en que los jesuitas controlaban a la población indígena de la que eran responsables y el grado en que permitían el funcionamiento de la cultura indígena es objeto de debate, y la organización social de las reducciones ha sido descrita de forma variada como utopía selvática por un lado, hasta regímenes teocráticos de terror, siendo la primera descripción mucho más cercana a la realidad.
Muchos indios que se unieron a las misiones buscaban protección frente a los traficantes de esclavos portugueses o al sistema de encomienda de los conquistadores españoles. En las reducciones, los nativos eran hombres libres. La tierra en las misiones era propiedad común. Después de un matrimonio, se asignaban parcelas individuales a las familias recién fundadas. Para los jesuitas, el objetivo era siempre el mismo: crear ciudades en armonía con el paraíso donde habían encontrado a los indígenas.
Aunque los asentamientos eran oficialmente parte del Virreinato del Perú a través de la Real Audiencia de Charcas y de la diócesis de Santa Cruz en los asuntos eclesiásticos, su lejanía los hacía efectivamente autónomos y autosuficientes. Ya en 1515, el fraile franciscano Bartolomé de las Casas había puesto en marcha una "ley de extranjería" para los "'pueblos de indios'", y no se permitía vivir en las misiones a ningún blanco o negro que no fuera jesuita o autoridad. A los comerciantes se les permitía permanecer como máximo tres días.

### Idiomas
Los jesuitas aprendieron rápidamente las lenguas de sus súbditos, lo que facilitó el trabajo misionero y contribuyó al éxito de las misiones. Aunque inicialmente cada misión se concibió como el hogar de una tribu específica, en la Chiquitania vivían numerosas familias tribales, y a menudo se reunían unas junto a otras en la misma misión. Según un informe de 1745, de las 14.706 personas que vivían en las misiones, el 65,5% hablaba Chiquitano, el 11% arahuacano, el 9,1% otuquis, el 7,9% zamucos, el 4 4% chapacura y 2,1% guaraní. Sin embargo, hay que entender que para esta época la mayoría de los habitantes de estas misiones hablaban chiquitano como segunda lengua. Tal diversidad étnica es única entre las misiones jesuitas en América. Reflejando la visión de los poderes coloniales, los registros jesuitas sólo distinguían entre indios cristianos y no cristianos. Con el tiempo el  Gorgotoqui, el nombre formal de la lengua hablada por la tribu chiquitana, se convirtió en la lingua franca de los asentamientos de las misiones, y las numerosas tribus se unieron culturalmente en el grupo étnico chiquitano. Para 1770, a los tres años de la expulsión de los jesuitas, las autoridades españolas instituyeron una nueva política de castellanización o hispanización forzosa de la lengua, con lo que el número de hablantes de lenguas nativas disminuyó.

### Música

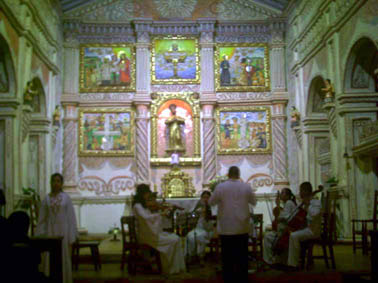
Un concierto frente el altar de la iglesia de San Xavier.

La música desempeñaba un papel especial en todos los aspectos de la vida y en la evangelización de los nativos. Al darse cuenta de las capacidades musicales de los indígenas, los jesuitas enviaron a Sudamérica a importantes compositores, directores de coro y fabricantes de instrumentos musicales. 
El más famoso fue probablemente el compositor barroco italiano Domenico Zipoli, que trabajó en las reducciones de Paraguay. El P. Johann Mesner y el P. Martin Schmid, dos misioneros jesuitas con talento musical, fueron a la Chiquitania. Schmid, en particular, fue el responsable de que esta habilidad se desarrollara hasta tal punto que coros polifónicos actuaban y orquestas enteras tocaban óperas barrocas con instrumentos hechos a mano. 
Dirigió la producción de violines, arpas, flautas y órganos, y escribió y copió misas, óperas y motetes. Construyó un órgano con seis  registros en Potosí, lo desmontó, lo transportó en mulas a lo largo de una distancia de 1000 kilómetros (621,4 mi) por un camino difícil hasta la remota misión de Santa Ana de Velasco, y lo volvió a montar allí a mano. Todavía está en uso. Los jesuitas utilizaron las lecciones musicales como primer paso para la cristianización de los nativos.

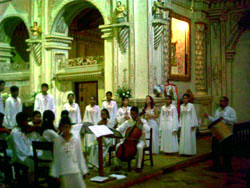
A choir in the church of San Xavier.

Como escribió Schmid, que también actuó como compositor, en una carta de 1744 desde San Rafael de Velasco: 

...En todos estos pueblos ya se oye el sonido de mis órganos. Hice un montón de toda clase de instrumentos musicales y enseñé a los indios a tocarlos. No pasa un solo día sin que suenen canciones en nuestras iglesias... y yo canto, toco el órgano, la cítara, la flauta, la trompeta, el salterio y la lira, en modo alto y en modo bajo. Todas estas formas de arte musical, que ignoraba parcialmente, puedo practicarlas ahora y enseñarlas a los hijos de los nativos. Su Reverencia podría observar aquí, cómo los niños que fueron arrancados de la selva hace apenas un año, junto con sus padres son capaces hoy de cantar bien y con un ritmo absolutamente firme, tocan la cítara, la lira y el órgano y bailan con movimientos y ritmo precisos, que podrían competir con los propios europeos. Les enseñamos todas estas cosas mundanas para que se deshagan de sus rudas costumbres y se parezcan a personas civilizadas, predispuestas a aceptar el cristianismo.

Los festivales musicales y los conciertos que se celebran regularmente en los pueblos de la antigua misión de Chiquitos dan testimonio de la herencia viva de este arte. Algunos de los instrumentos y esculturas originales realizados por el padre Martín Schmid y sus aprendices sobreviven en pequeños museos de las ciudades misioneras, sobre todo en Concepción, que también alberga el Archivo Musical de Chiquitos. En San Javier, San Rafael de Velasco y Santa Ana de Velasco se conservan tres arpas originales de la época de los jesuitas. La iglesia de Santa Ana de Velasco también alberga el único órgano original de Chiquitos, transportado allí desde Potosí en mula, acompañado por Schmid en 1751. Más de una docena de orquestas y coros reunidos por el Sistema de Coros y Orquestas (SICOR) salpican la zona.
Desde 1996, la institución sin ánimo de lucro Asociación Pro Arte y Cultura (APAC) organiza cada dos años el Festival Internacional de Música Renacentista y Barroca Americana.
A partir de 1975, los trabajos de restauración de la Catedral de la Inmaculada Concepción desenterraron más de 5000 partituras musicales de los siglos XVII y XVIII. Posteriormente se encontraron otras 6000 partituras en San Ignacio de Moxos y varios miles más en San Javier. Algunas de estas obras han sido interpretadas en los festivales de 2006 y 2008. La estadística de estos festivales a lo largo de los años es la siguiente:
|            | 1996   | 1998   | 2000   | 2002   | 2004   | 2006   | 2008   | 2010   | 2012   |
| ---------- | ------ | ------ | ------ | ------ | ------ | ------ | ------ | ------ | ------ |
| Grupos     | 14     | 32     | 28     | 30     | 42     | 44     | 50     | 45     | 49     |
| Conciertos | 32     | 68     | 76     | 77     | 122    | 143    | 165    | 121    | 118    |
| Músicos    | 355    | 517    | 402    | 400    | 980    | 623    | 600    | 800    | 800    |
| Países     | 8      | 14     | 14     | 17     | 21     | 19     | 24     | 14     | 19     |
| Sedes      | 3      | 9      | 9      | 14     | 16     | 19     | 22     | 12     | 12     |
| Audiencia  | 12 000 | 20 000 | 30 000 | 40 500 | 70 000 | 71 000 | 75 000 | 60 000 | 55 000 |

El festival se lleva a cabo en las designadas Plazas Misionales (entre otros lugares), normalmente alojadas en iglesias y también en la plaza principal de la ciudad de Santa Cruz de la Sierra. En uno de los eventos, las orquestas de varios países compiten entre sí. Una de las orquestas locales, la Orquesta Urubicha, está formada por personas oriundas de las ex misiones que utilizan instrumentos que ellos mismos construyen según los planos dejados por los misioneros jesuitas.

## Turismo
Poco después del inicio de los trabajos de restauración, se evaluó el potencial turístico de las misiones en un informe publicado por la UNESCO en 1977.
Para promocionar las misiones como destino turístico, las agencias de viajes, las cámaras de comercio e industria, los alcaldes de los pueblos, las comunidades nativas y otras instituciones organizaron el Lanzamiento mundial del Destino Turístico "Chiquitos", Misiones Jesuíticas de Bolivia, un evento turístico de cinco días que duró del 23 al 27 de marzo de 2006. A los periodistas y a los operadores turísticos internacionales se les mostraron los principales atractivos turísticos y se les introdujo en la cultura a través de visitas a museos, talleres locales, conciertos diversos, bailes autóctonos, misas mayores, procesiones, festivales de artesanía y gastronomía local. El objetivo inicial de los organizadores era aumentar el número de turistas de 25.000 a 1 millón por año en un periodo de diez años, lo que habría representado unos ingresos de 400 millones de dólares. Posteriormente, ante la falta de apoyo del gobierno boliviano y la caída de la economía nacional y local, se estableció una meta más modesta de atraer entre 200 000 y 250 000 personas al año.
En la actualidad, el turismo es una importante fuente de ingresos para la región, que sólo en el municipio de Concepción asciende a 296 000 dólares, o el 7,2% de la producción bruta anual. Otros 40 000 dólares, o el 1%, proceden de la artesanía. Según un informe publicado por la "Coordinadora Interinstitucional de la Provincia Velasco" en 2007, 17.381 personas visitaron San Ignacio de Velasco, la ciudad más grande de la región, como turistas en 2006. Alrededor del 30% de ellos procedían de fuera de Bolivia. El principal atractivo para los turistas son las misiones cercanas de San Miguel de Velasco, San Rafael de Velasco y Santa Ana de Velasco. El turismo a San Ignacio de Velasco generó 7 821 450 bolivianos en ingresos en 2006. Los ingresos del turismo se traducen ostensiblemente en mejoras de las infraestructuras, aunque se ha criticado que los fondos destinados no siempre llegan a los destinos previstos. Aparte del turismo cultural del circuito misionero y de los festivales musicales, la región ofrece muchos atractivos naturales como ríos, lagunas, aguas termales, cuevas y cascadas, aunque no existe ninguna infraestructura de apoyo al turismo en este sentido.